# Burnaby-New Westminster (circonscription britanno-colombienne)
Pour les articles homonymes, voir Burnaby (homonymie) et New Westminster (homonymie).
Circonscription électorale provinciale du Canada
Burnaby-New Westminster est une circonscription provinciale de la Colombie-Britannique représentée à l'Assemblée législative de la Colombie-Britannique depuis 2024.

## Géographie
En 2024, la circonscription représente les quartiers Edmonds (en) et Middle Gate de la ville de Burnaby. Elle représente aussi les quartiers Kelvin, Eastburn et Connaught Heights de New Westminster,.

## Liste des députés
| Législature | Années | Député | Député | Parti |
| Burnaby-New Westminster Circonscription issue de Burnaby-Deer Lake, Burnaby North, Burnaby-Lougheed, Burnaby-Edmonds et New Westminster | Burnaby-New Westminster Circonscription issue de Burnaby-Deer Lake, Burnaby North, Burnaby-Lougheed, Burnaby-Edmonds et New Westminster | Burnaby-New Westminster Circonscription issue de Burnaby-Deer Lake, Burnaby North, Burnaby-Lougheed, Burnaby-Edmonds et New Westminster | Burnaby-New Westminster Circonscription issue de Burnaby-Deer Lake, Burnaby North, Burnaby-Lougheed, Burnaby-Edmonds et New Westminster | Burnaby-New Westminster Circonscription issue de Burnaby-Deer Lake, Burnaby North, Burnaby-Lougheed, Burnaby-Edmonds et New Westminster |
| --- | --- | --- | --- | --- |
| 43e | 2024–en cours | | Raj Chouhan (en) | Néo-démocrate |